# 10666 Feldberg
10666 Feldberg (4171 T-3) là một tiểu hành tinh vành đai chính. Its name commemorates The Feldberg, the highest mountain in Germany's Black Forest.